# Биндрих, Фалько
Фалько Биндрих (род. 17 октября 1990, Циттау) — немецкий шахматист, гроссмейстер (2007).
В 2007 году ему был присвоен титул международного гроссмейстера. В возрасте 16 лет он стал самым молодым международным гроссмейстером в истории Федеративной Республики Германии. Ему было присвоено звание почетного гражданина города Циттау (Свободное Государство Саксония) и он был включен в Золотую книгу города.
В 2008 году Биндрих проходил подготовку к Олимпиаде в Дрездене с чемпионом мира Анатолием Карповым.
В составе национальной сборной участник 2-х олимпиад (2008 и 2010).
С 2010 года Фалько Биндрих является генеральным директором в шахматной организации Amateur Chess Organization (ACO).
В 2003, 2005, 2007 и 2009 Биндрих был признан «Игроком года» «Шахматной молодёжи Германии». Таким образом он является чаще всего выбираемым игроком года.
Биндрих выступал на большом мероприятие в поддержку «Общества борьбы с раком в Германии» в Лейпциге. Также он неоднократно проводил сеансы для «Фонда защиты детей в Германии».
С 2013 года он является функционером Шахматного Фонда Германии. Также он выступает за включение шахмат в качестве учебного предмета в школах Южно-Африканской Республики.
В 2012 году в ходе первенства Бундеслиги был обвинен в жульничестве при игре с Себастьяном Зибрехтом, подвергнут досмотру и его партия была прервана, а ему засчитано поражение. В мае 2013 года арбитражный суд германского шахматного союза отменил данное решение по причине отсутствия правовых оснований.

## Изменения рейтинга
| Графики недоступны из-за технических проблем. См. информацию на Фабрикаторе и на mediawiki.org. |